# Freybrücke
Die Freybrücke ist eine Bogenbrücke im Ortsteil Wilhelmstadt des Berliner Bezirks Spandau. Sie überführt die Heerstraße (Bundesstraßen B 2/B 5) über die Havel und den Havelseenweg und verbindet Pichelsdorf mit der Halbinsel Pichelswerder. Das 157,90 m lange Bauwerk wird täglich von etwa 60.000 Autofahrern befahren.
Die ursprüngliche, 174 m lange Straßenbrücke aus den Jahren 1908–1909 ging auf Planungen des Bauingenieurs Karl Bernhard zurück. Diese alte Brücke wurde wegen erheblicher Schäden trotz ihres denkmalgeschützten Status aus wirtschaftlichen Gründen ab 2014 abgerissen. Der gleichnamige Neubau wurde im Dezember 2016 eröffnet.
Das zunächst als Havelbrücke bezeichnete Bauwerk erhielt 1913 auf Beschluss des Landkreises Osthavelland den Namen Freybrücke. Mit der Namensgebung sollte der „verdienstvolle Leiter“ des Baus der Döberitzer Heerstraße (der heutigen Heerstraße) geehrt werden, der Geheime Oberbaurat Adolf Frey.

## Teil des Projekts Heerstraße

### Döberitzer Heerstraße und Erschließung des Pichelswerder
Die Freybrücke war Teil des Gesamtprojekts Döberitzer Heerstraße, die zwischen 1903 und 1911 in Verlängerung des Kaiserdamms als direkte Verbindung vom Berliner Schloss über die bis zu ihrer Eingemeindung nach Groß-Berlin 1920 selbstständigen Städte Charlottenburg und Spandau zum Truppenübungsplatz Döberitz gebaut wurde. Der Ost-West-Straßenzug umfasst die heutigen Straßen Unter den Linden, Straße des 17. Juni, Bismarckstraße, Kaiserdamm, Heerstraße und nach der Berliner Stadtgrenze die Hamburger Chaussee in Dallgow-Döberitz.

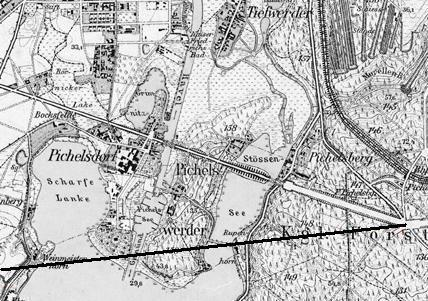
Führung der Heerstraße durch die Havelniederung mit Knick am Scholzplatz auf einer Karte um 1910. Die untere schwarze Linie zeigt die Entwurfslinie (nach Karl Bernhard) bei schnurgerader Weiterführung ohne Knick, die eine Überbrückung auch der Scharfen Lanke erfordert hätte.

Das Gelände der Brücke gehörte zur Zeit des Baus zum Landkreis Osthavelland. Während am Gesamtprojekt der Militär-, Finanz- und Forstfiskus sowie Berlin, Charlottenburg, Spandau, der Landkreis Teltow, der Landkreis Osthavelland und einige Gemeinden finanziell beteiligt waren, lag die Finanzierung der Freybrücke weitgehend beim Forstfiskus, den die Berliner Denkmaldatenbank als Bauherren der Brücke angibt.
Die aus militärischen Gründen gebaute Straße war von Beginn an öffentlich und erschloss den westlichen Grunewald und den Pichelswerder für den breiten Berliner und Spandauer Ausflugsverkehr. Insbesondere der Pichelswerder übte seit langem eine große Anziehungskraft auf die Berliner aus. So stellte Johann Christian Gädicke bereits 1806 über den „Pichelsdorfschen Werder, im Havelländischen Kreise, bei Spandau“ im Lexicon von Berlin und der umliegenden Gegend fest: „Diese Gegend wird stark zum Vergnügen benutzt und für die schönste um Berlin gehalten.“

### Überbrückung der Havelniederung und Kosten
In der Überbrückung der Havelniederung am nordwestlichen Ausläufer des Teltowplateaus lag das größte technische und finanzielle Problem des Straßenbaus. Unter mehreren Varianten, darunter eine zusätzliche und 250 Meter lange Brücke über die Scharfe Lanke (bei schnurgerader Weiterführung der Heerstraße am Scholzplatz), entschieden sich die Planer für einen leichten Knick in der Heerstraße nach Nordwesten und damit für eine Trassenführung, die mit zwei Brücken auskam. Die rund 800 m östlich benachbarte Stößenseebrücke überspannt den Stößensee, einen Havelaltarm. Dabei wurde im See vom Pichelswerder aus ein rund 450 m langer Damm aufgeschüttet, womit die Länge der Stößenseebrücke auf 100 m reduziert werden konnte. Die 174 m lange Freybrücke führt über die 1880/1881 in diesem Bereich kanalisierte Havel und den Havelseenweg, einen Fuß- und Radweg, der vom Pichelswerder zwischen dem Fluss und den Tiefwerder Wiesen zum Dorf Tiefwerder führt. Während die teuerste Variante zur Überbrückung der Havelniederung mit der großen Brücke über die Scharfe Lanke mit 16,9 Millionen Mark veranschlagt war, schlug die realisierte Lösung mit dem vergleichsweise geringen Betrag von 2,54 Millionen Mark zu Buche. Davon entfielen auf die Freybrücke 1,14 Millionen Mark (kaufkraftbereinigt in heutiger Währung: rund 7 Millionen Euro).

## Ausführung der alten Brücke

### Bernhards ästhetischer Stahlbau ohne Architekten

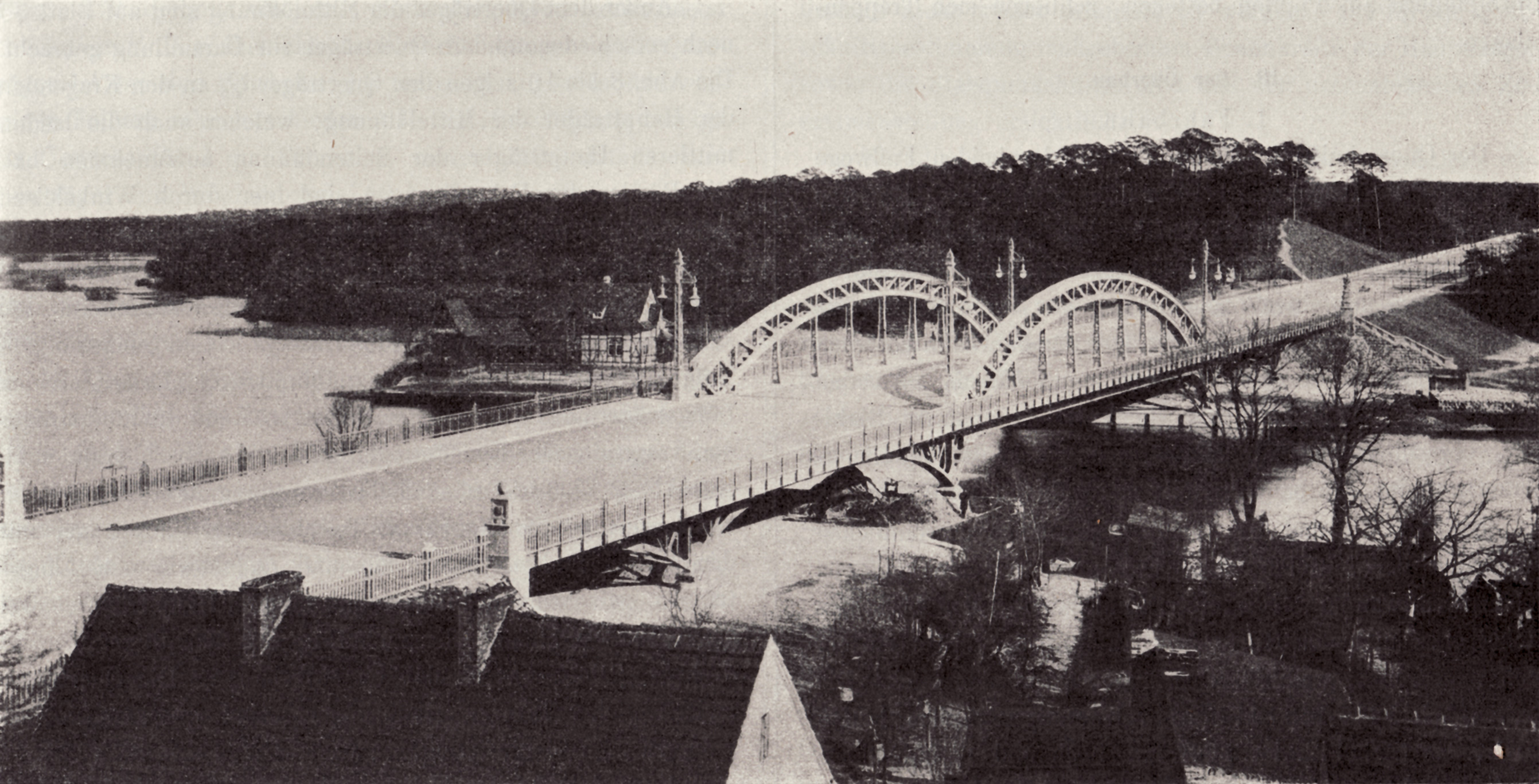
Das zu dieser Zeit noch Havelbrücke genannte Bauwerk nach der Fertigstellung 1909

Angeregt durch die Pariser Straßenbrücken beim Besuch der Weltausstellung 1900 ging Karl Bernhard dazu über, „gefällige eiserne Brücken ohne Architekten“ zu entwerfen, deren Linienführung nur „durch die Wechselwirkung von statischen und ästhetischen Gesichtspunkten zustande“ kommen sollte. Für die Treskowbrücke entwickelte er 1903 einen Fachwerkbogen mit Zugband und abgehängtem Mittelfeld, der mit Eisenträgern unter den Seitengewölben die Tragglieder der Brücke bildete. Dieses System verwendete er auch für die Stubenrauchbrücke und die Freybrücke, während Kaiser Wilhelm II. für die benachbarte Stößenseebrücke ein anderes System (Kragträger mit angeschlossenen Schleppträgern) aus Bernhards Vorschlägen auswählte. Mit der Freybrücke entwickelte Bernhard das Konzept der Treskowbrücke weiter:

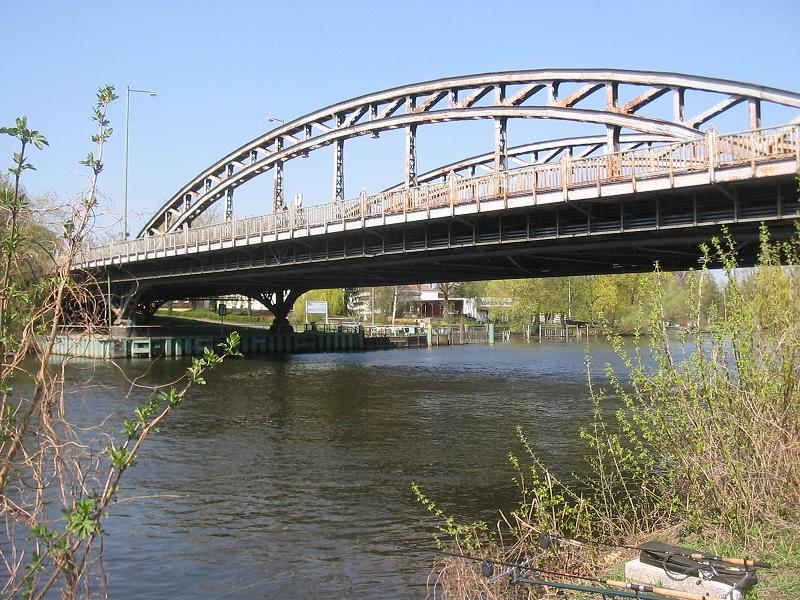
Die alte Brücke im Jahr 2009

„Handelt es sich dort um die Verbindung von Bodenträgern über der Fahrbahn der Mittelöffnung mit unter der Fahrbahn liegenden Trägern, so sind hier fünf Öffnungen vorhanden, derart, daß zu beiden Seiten der Bodenträger der mittleren Hauptöffnung je zwei Seitenöffnungen mit entsprechenden Trägern anschließen. Dadurch, daß die weitgespannten Bogen der Mittelöffnung allein über der Fahrbahn hervorragen, während die Hauptträger sämtlicher vier Seitenöffnungen unter der Fahrbahn liegen, erhält das gesamte Brückenbild ein die Flussöffnung betonendes Kennzeichen.“

### Konstruktion

#### Pfeiler
Ursprünglich sollte nur die Havel mit einer 65 m langen Brücke überspannt und die seitlichen Moormassen sollten durch Sandschüttungen verdrängt werden. Wegen Befürchtungen, die Schüttungen könnten noch lange in Bewegung bleiben und die Standsicherheit der Pfeiler gefährden, wurde die Brücke beidseitig soweit über die Ufer verlängert, bis ein tragfähiger Baugrund für die Dammschüttung und Endpfeiler erreicht war. Im Uferbereich lag die Mächtigkeit der Moorschichten bei bis zu acht Metern, während sie am gewählten Standort der Endpfeiler nur mehr eine Mächtigkeit von rund 1,25 bis zu 2 m aufwies. Damit ergaben sich eine Stromöffnung von 63 m und zwei Landöffnungen von 31,5 und 18,9 m, also eine insgesamt 163,8 m lange Brücke.
Die Uferpfeiler tragen die beiden Hauptträger der Mittelöffnung und bestehen wegen ihres bedeutenden Abstands aus zwei Einzelpfeilern. Die Pfeiler zwischen den Ufer- und Endpfeilern tragen vier Auflager und bestehen dementsprechend aus vier Einzelpfeilern. Sie ruhen auf einem zusammenhängenden Fundamentkörper. An die jeweils vier Endpfeiler schließen sich Treppenanlagen an. Sämtliche Pfeiler sind durch Luftdruck gegründet und wurden von der Firma Philipp Holzmann & Co., Frankfurt am Main, ausgeführt.

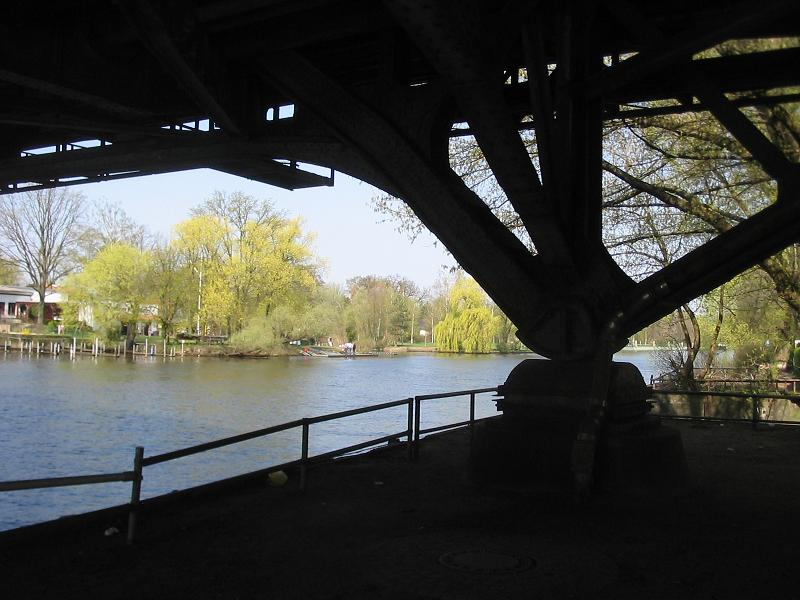
Uferpfeiler, 2009
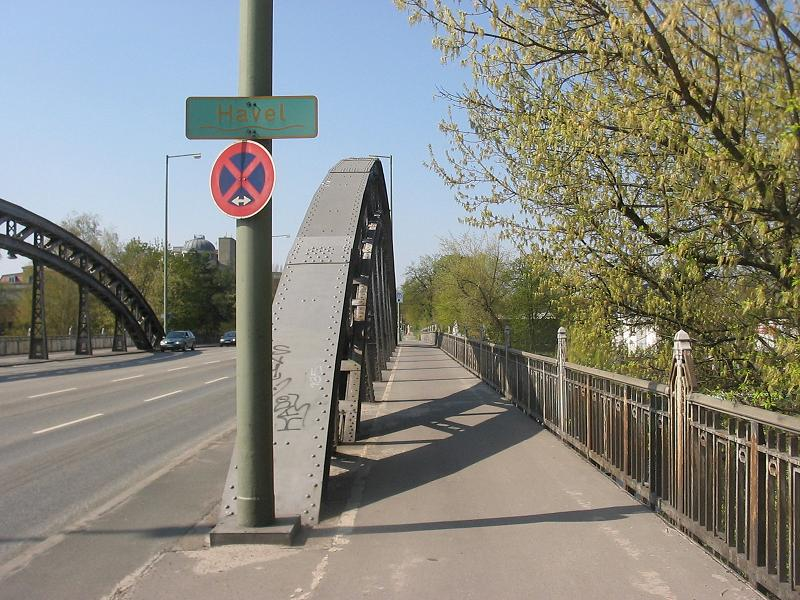
Fahrbahn und die beiden 63 m weit gespannten Hauptträger, 2009
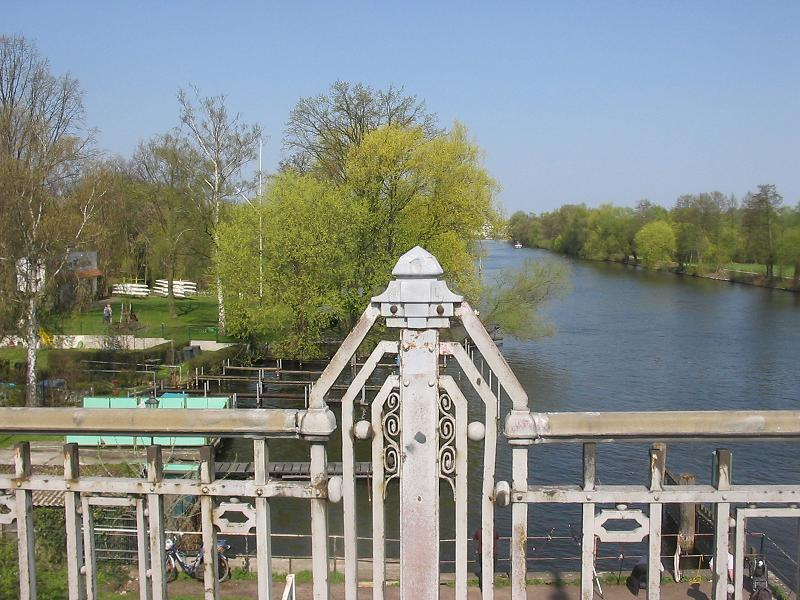
Blick von der Freybrücke auf die Havel und die Tiefwerder Wiesen (rechts)
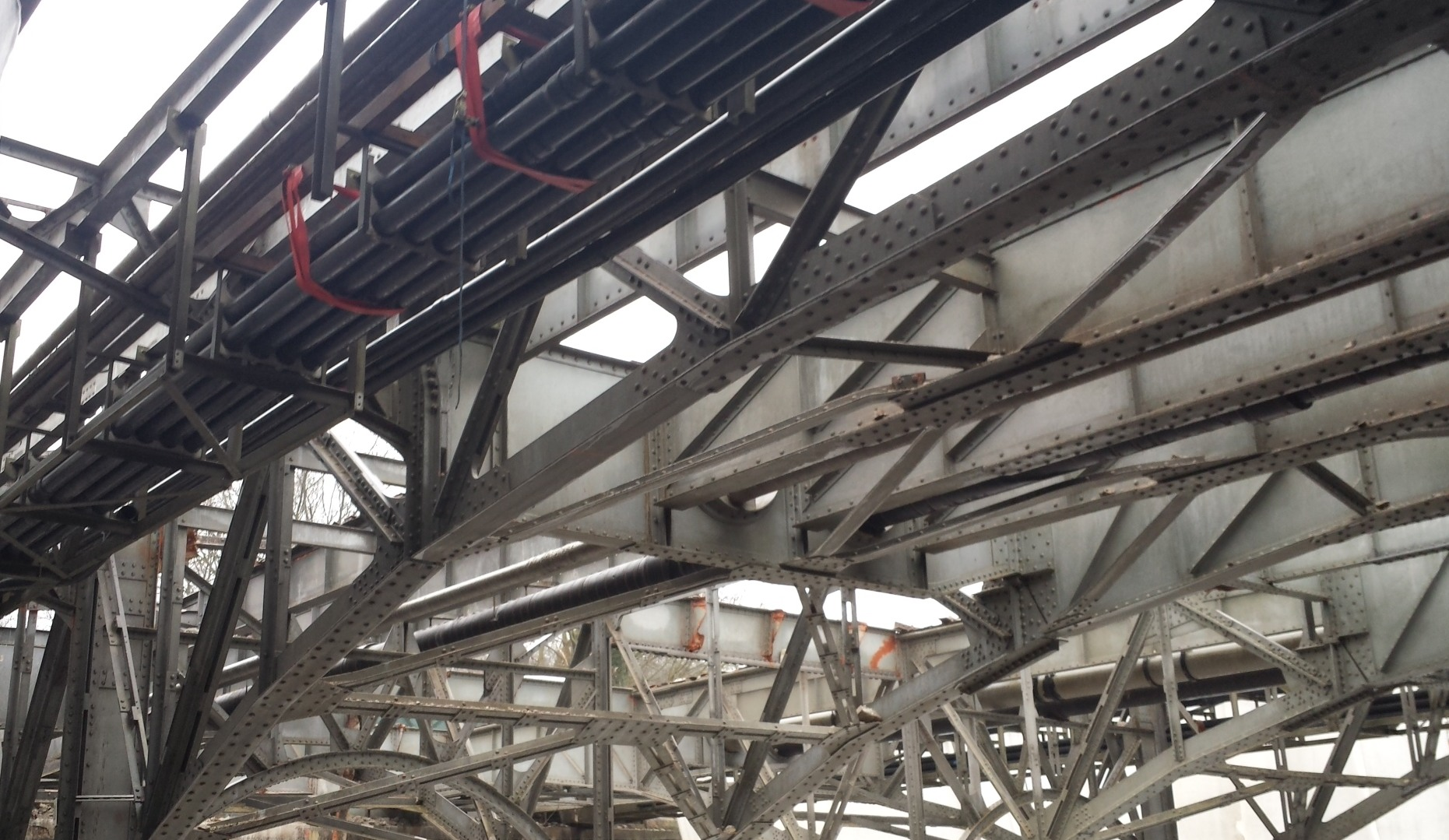
Tragwerk bei Abriss

#### Tragwerk und Überbau
Für die Havelschifffahrt war eine Durchfahrtshöhe von vier Metern bei Hochwasser freizuhalten, sodass die 63 m weit gespannten Hauptträger nicht unter der Brücke angeordnet werden konnten. Die Hauptträger wurden daher zu beiden Seiten der 16 m breiten Fahrbahn gelegt, wodurch sich ein für die damalige Zeit ungewöhnlich großer Hauptträgerabstand von 17,60 m ergab. In den Seitenöffnungen liegt das Tragwerk unter der Fahrbahn. Die Anordnung erfolgte so, dass die Anlage späterer Uferstraßen möglich war. Die Fahrbahnoberkante lag in der Brückenmitte bei 37,427 m ü. NHN, die Bauunterkante bei 35,25 m ü. NHN. Für die Brücke ergab sich ein einseitiges Gefälle von 1:270, das vom Ufer ab auf 1:50 verstärkt werden musste, um den Rampenfuß zu erreichen. Die Heerstraße kreuzt die Havel nicht im rechten Winkel und da die Pfeiler dennoch parallel zum Ufer stehen sollten, sind die beiden Hauptträger der Mittelöffnung um 2,48 m in Längsrichtung der Brücke gegeneinander verschoben. Damit erhielten die Kragarme an den Hauptträgern unterschiedliche Längen.
Den Schub des Zweigelenkbogens über der Mittelöffnung nimmt ein Zugband auf, das am ersten Knotenpunkt der Untergurtung angreift. Der Bogen hat über den beiden Auflagern eine Höhe von 4,35 m und in der Mitte von 1,60 m. Die Pfeilhöhe des Untergurtes beträgt 10,57 m. Die Stützweiten der Öffnungen betragen: Endöffnungen 18,90 m, Seitenöffnungen 32,74 m sowie 30,26 m und Mittelöffnung 63 m. Die Fachwerkbogen der Mittelöffnung sind mit Pfostenfachwerk, die Hauptträger der Seitenöffnungen und der Kragarme mit Strebenfachwerk gefüllt.
Zur Aufstellung des 1600 Tonnen schweren Überbaus wurde ein Kran mit 26 m Stützweite und 11 m lichter Höhe verwendet. Zwei elektrisch betriebene Laufkatzen von je zwölf Tonnen Tragkraft hoben und versetzten die Tragwerkteile. Die Baustoffe und Eisenteile wurden auf dem Fluss zur Baustelle transportiert und auf Feldbahnwagen zum Gerüst gefahren. Die Aufstellung nahm sechs Monate in Anspruch und wurde von der Berliner Firma Steffens & Nölle durchgeführt.

### Zerstörung im Zweiten Weltkrieg und Wiederaufbau
Im Zweiten Weltkrieg wurde die Brücke am südöstlichen Pfeiler neben der Havel gesprengt. Infolgedessen stürzte das Hauptfeld der Brücke in die Havel, die beiden angrenzenden Randfelder wurden ebenfalls schwer beschädigt. Außerdem kam es zu irreparablen Vorschädigungen der Brückengründung. Sehr wahrscheinlich erfolgte die Sprengung 1945 durch die deutsche Wehrmacht, um die sowjetischen Truppen am weiteren Vordringen nach Berlin zu hindern.
Der Wiederaufbau erfolgte zwischen 1948 und 1951, hierbei wurden wesentliche Elemente der Ursprungskonstruktion nach Ausbau und Aufarbeitung weitestgehend wiederverwendet.

## Abriss der alten Brücke und Behelfsbrücken

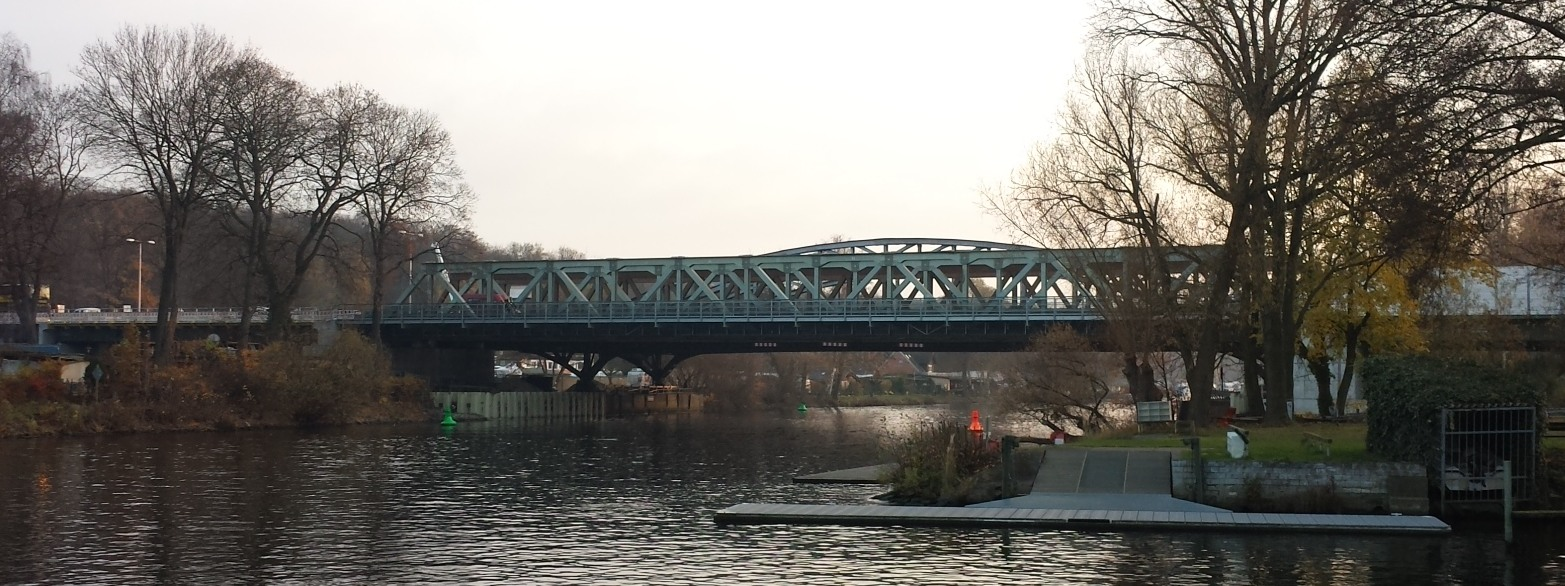
Behelfsbrücken mit der Freybrücke im Hintergrund,
November 2014

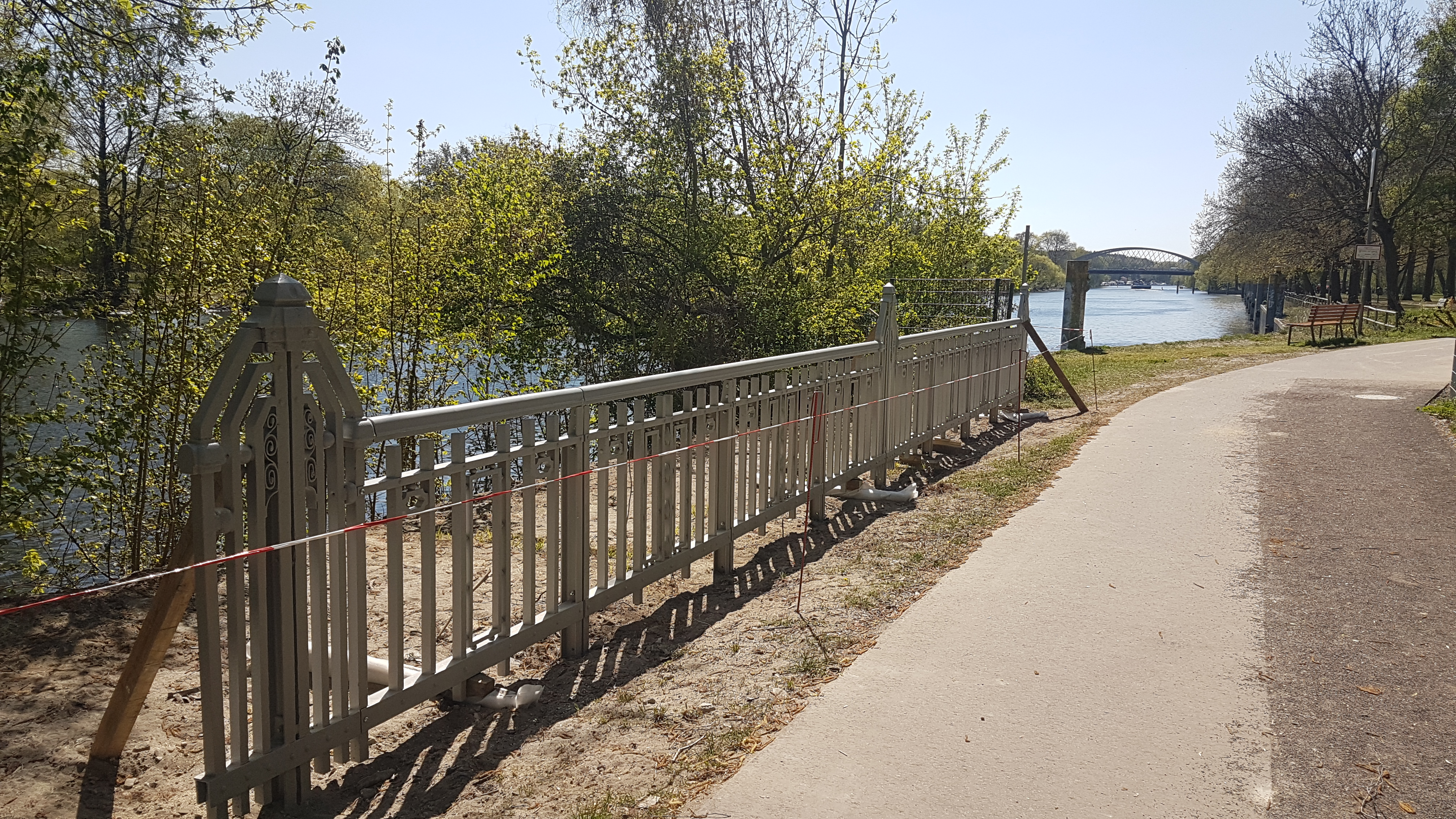
Ehemaliges Brückengeländer Freybrücke im Grimnitzpark, 2020

Im Jahr 2008 wurden erhebliche Korrosionsschäden an den Längs- und Querträgern festgestellt. Die Brücke war daher nur noch mit 30 km/h befahrbar, Fahrzeuge über 3,5 Tonnen Gesamtgewicht mussten die rechte Spur benutzen. Seit dem 13. Januar 2014 war die Brücke außerdem für Lkw und Busse ab 18 Tonnen (kurzzeitig: 10 t) gesperrt, letzteres betraf auch Gelenk- und Doppeldecker im Linienverkehr. Aus wirtschaftlichen Gründen sollte die Brücke nicht instand gesetzt, sondern durch einen Neubau ersetzt werden.
Am 1. September 2014 wurde die nördliche, zweispurige Behelfsbrücke für den Verkehr Richtung Spandau freigegeben, der Verkehr Richtung Innenstadt lief zunächst weiter auf der alten Brücke. Durch diese Entlastung der alten Konstruktion wurde der Linienverkehr unbeschränkt wieder aufgenommen. Für den sonstigen Schwerkraftverkehr Richtung Innenstadt bestand bis zur Eröffnung der südlichen Behelfsbrücke am 13. Oktober 2014 weiter eine Sperrung.
Mit der Demontage der alten Brücke wurde Mitte Dezember 2014 begonnen. Die letzte Phase des Abrisses begann am 18. März 2015. Die Brücke wurde mit Hilfe zweier Pontons gestützt und unter Einsatz zweier Mobilkräne in kleinere Segmente vor Ort zerteilt. Hierfür wurde die Havel drei Tage für den Verkehr gesperrt, der Autoverkehr wurde nicht beeinträchtigt.
Teile des Brückengeländers sollen am nahegelegenen Uferweg im Grimnitzseepark an der Havel Verwendung finden.

## Ersatzneubau

### Planung im Rahmen des Verkehrsprojekts Deutsche Einheit
Ein Ersatzneubau war unabhängig vom Zustand lange Zeit geplant worden. So sollte im Rahmen des Verkehrsprojekts Deutsche Einheit Nr. 17 unter anderem die Passage zweilagiger Containerschiffe mit einer Durchfahrtshöhe von rund 5,25 m über dem oberen Betriebswasserstand ermöglicht werden. Da die Höhe der Freybrücke nicht ausreichte und zudem die Schifffahrtsöffnung verbreitert werden musste, sollte sie, zusammen mit weiteren Brücken, abgerissen und erneuert werden. Die weitere Umsetzung des Projekts war einige Zeit ausgesetzt worden. Das Verkehrsprojekt galt aus ökologischen Gründen als umstritten. Seine Realisierung hätte beispielsweise erhebliche Auswirkungen auf die Wasserstandsdynamik der unterhalb der Freybrücke liegenden Tiefwerder Wiesen, dem letzten natürlichen Überschwemmungs- und Hecht-Laichgebiet in Berlin. Zudem wäre in weiten Teilen der Biotopverbund Havel betroffen. Umweltverbände und Bündnis 90/Die Grünen kritisierten die Ausbaupläne.

### Konstruktionsdaten der neuen Brücke
Am 9. August 2010 wurde der Ersatzneubau genehmigt und der zugehörige Planfeststellungsbeschluss veröffentlicht. Die neue Brücke sollte gegenüber der bisherigen um 48 cm angehoben werden, eine Verbreiterung des darunter liegenden Wasserweges war dagegen nicht mehr vorgesehen. Vor dem Rückbau der alten Brücke wurden nördlich davon zwei je zweispurige und 143 m lange Behelfsbrücken Typ SS80 errichtet. Die Bauzeit war mit drei Jahren veranschlagt worden. Am 19. Januar 2012 wurde die Ausschreibung für den Bauauftrag veröffentlicht. Der Bauauftrag ist im 4. Quartal 2012 erteilt worden, seit Anfang 2013 erfolgten bauvorbereitende Maßnahmen. Am 16. Mai 2013 wurde der offizielle Baubeginn gefeiert. Die Baukosten waren mit rund 33 Millionen Euro veranschlagt, wovon die Bundesfernstraßenverwaltung rund 16,2 Millionen Euro, das Land Berlin rund 5,4 Millionen Euro sowie die Bundesstraßenverwaltung rund 11,4 Millionen Euro zu tragen beabsichtigten. Die neue Brücke wurde als Stahlverbundkonstruktion errichtet mit einer Gesamtlänge von 157,90 m und einer Breite zwischen den Geländern von 24,00 m. Die lichte Durchfahrtshöhe unter der Brücke ist im Zusammenhang mit dem Verkehrsprojekt Deutsche Einheit Nr. 17 auf 5,25 m erhöht worden.

### Montage und Eröffnung
Die neue Brücke wurde im Südhafen Spandau vormontiert und nach dem Abriss der alten Brücke mit Pontons auf der Havel an ihren Bestimmungsort transportiert. Im September 2015 trafen die Bauteile für die Vorbrücke per Lkw ein, da eine Anlieferung per Schiff aufgrund von Niedrigwasser nicht möglich war. Die Montage der Vorbrücke erfolgte vor Ort ab 10. Oktober 2015. Die Bögen verbanden am 16. April 2016 wieder die Ufer. Am 3. Juni 2016 wurde das 400 Tonnen schwere Mittelteil, das sogenannte Stromfeld, vom Oberhafen des Südhafens nördlich der Schulenburgbrücke zur Freybrücke transportiert und eingehoben. Am 4. Juni begannen die Schweißarbeiten, um das eingehobene Mittelteil der Brücke zu verankern. An beiden Tagen war die Havel für die Durchfahrt in diesem Abschnitt gesperrt. Die Verkehrsfreigabe wurde für den 1. November 2016 angestrebt, die Witterungsverhältnisse verhinderten aber die letzten Asphalt- und Markierungsarbeiten.

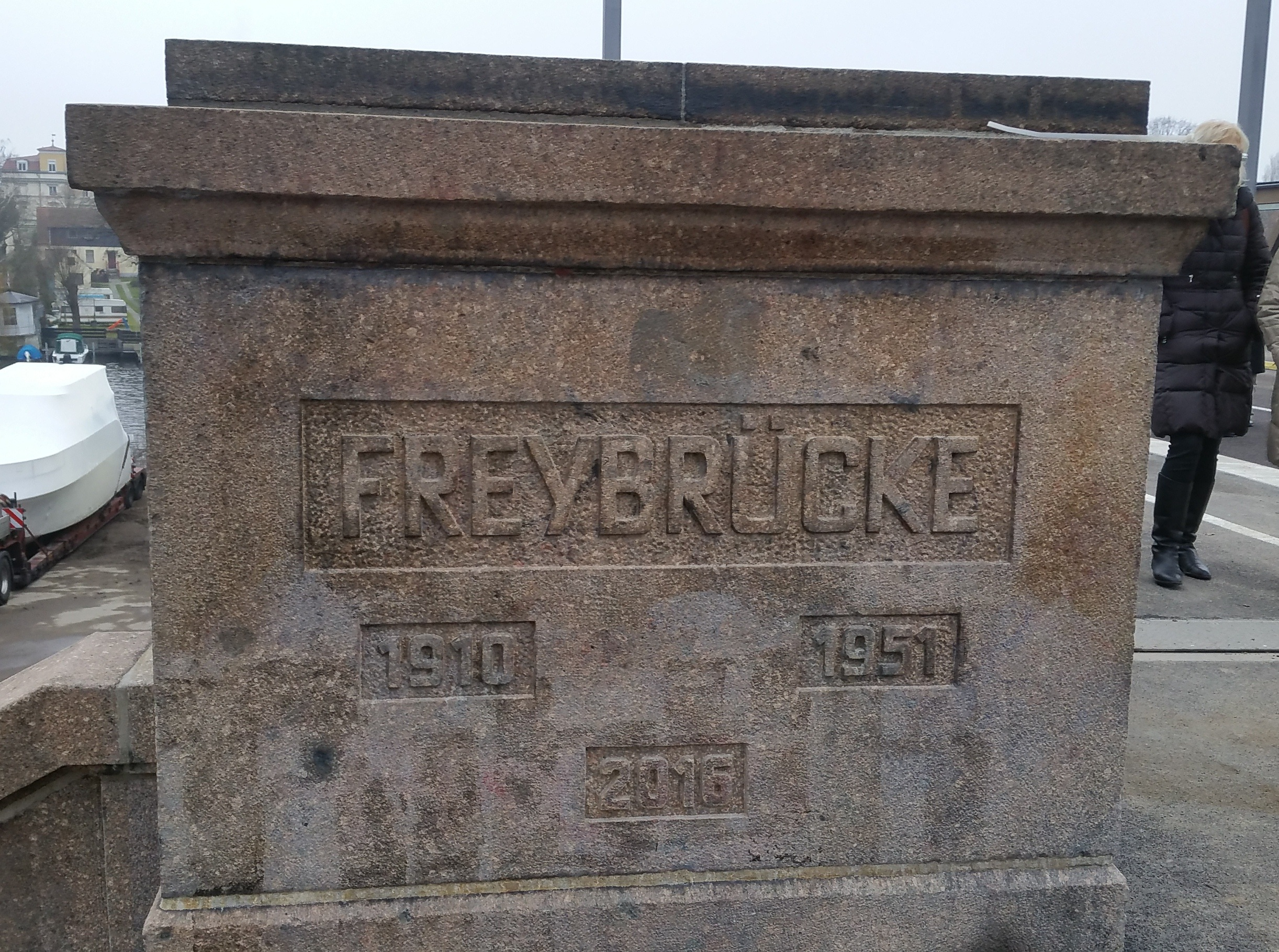
Namensstein
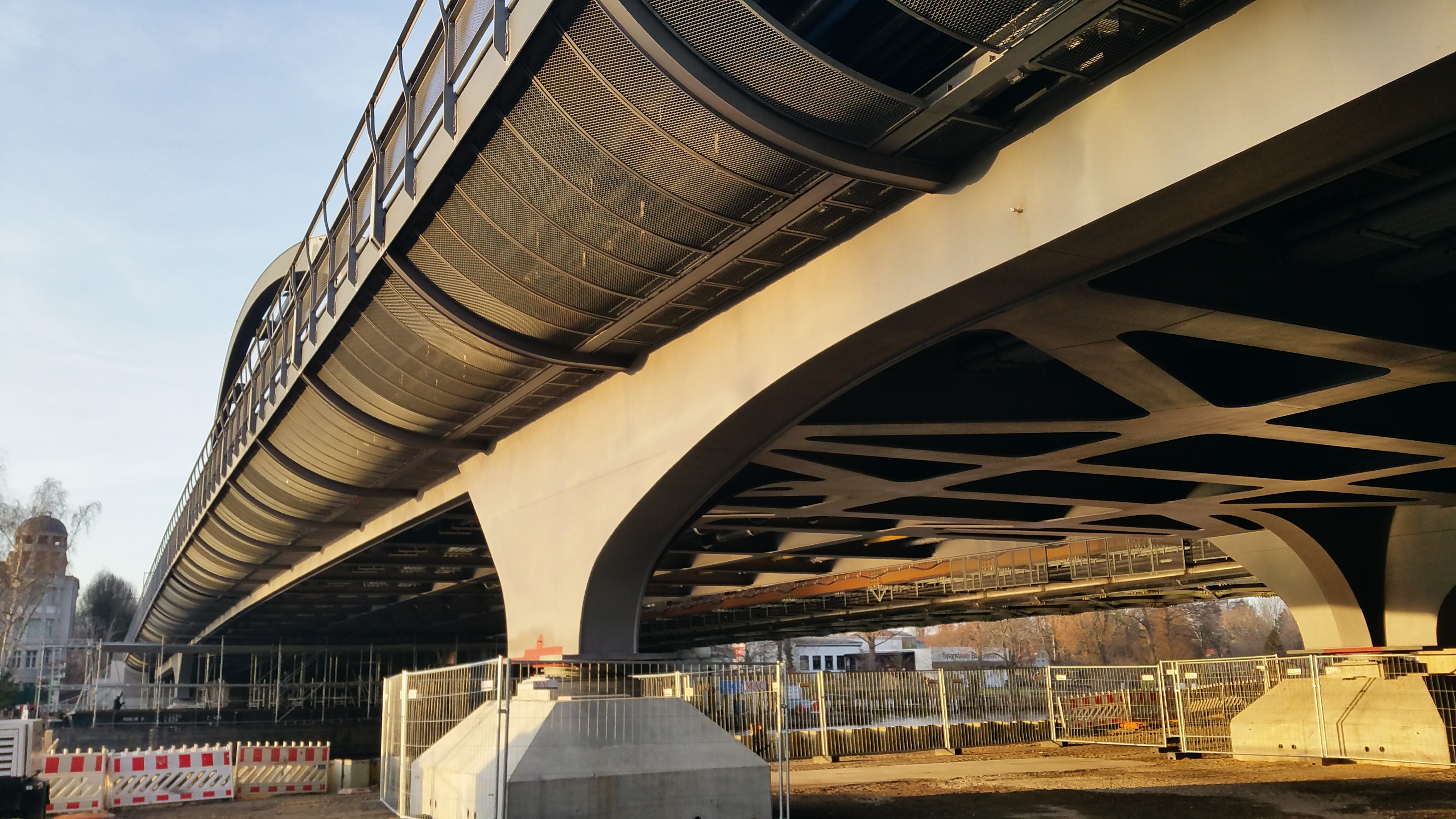
Brückenpfeiler
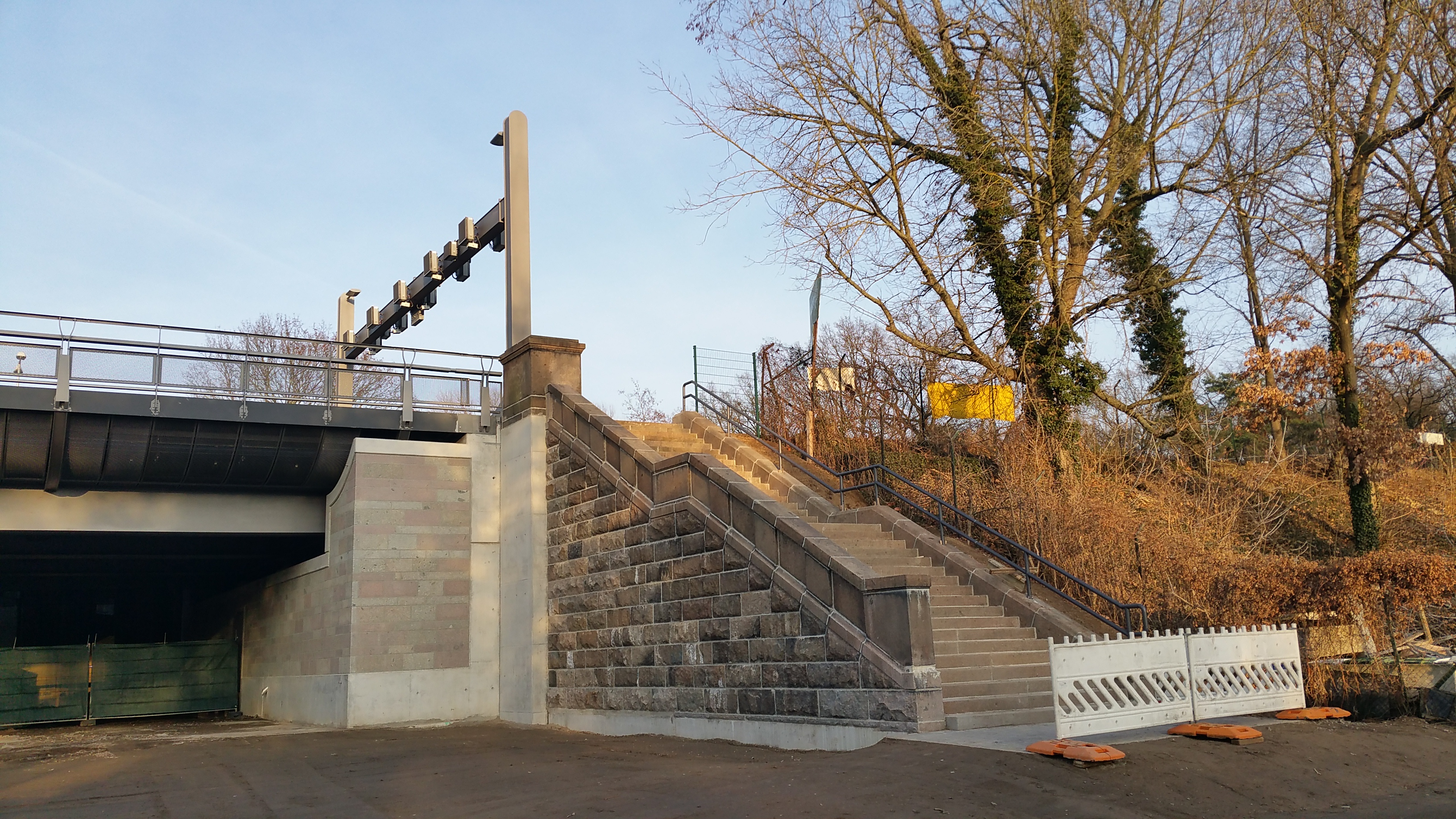
Treppe nach historischem Vorbild
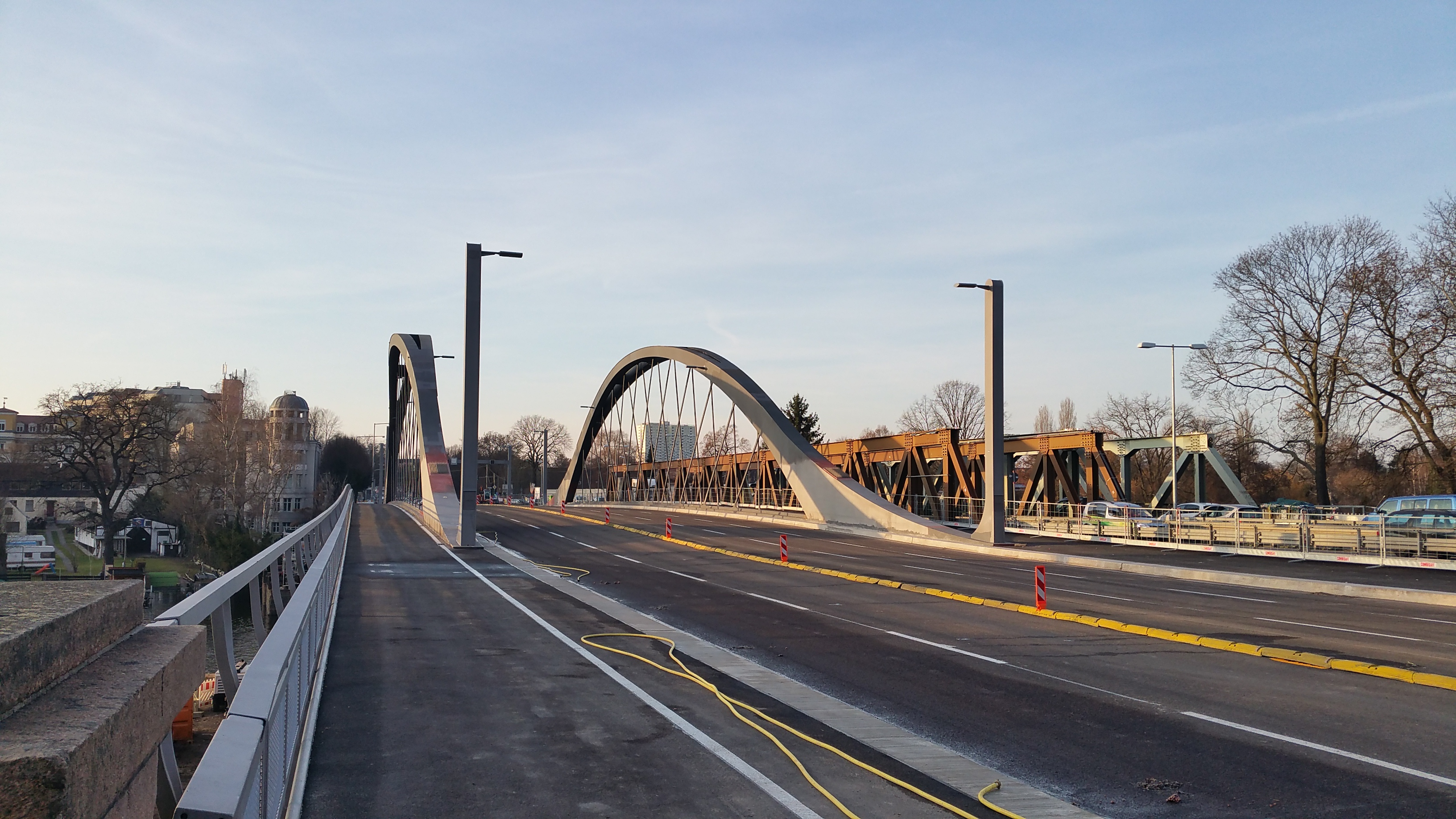
Fahrbahn

Die Verkehrsfreigabe erfolgte am 20. Dezember 2016 nach einer kurzen Rede von Verkehrsstaatssekretär Jens-Holger Kirchner. Zunächst waren nur vier Spuren verfügbar, da der nördliche Fuß- und Radweg erst nach dem Rückbau der Behelfsbrücken montiert werden konnte. Diese Arbeiten waren Ende Dezember 2017 abgeschlossen. Nach dem Ausbau der Behelfsbrücken und Abriss ihrer Zufahrten, entsteht eine zweite Treppe zur Havel Richtung Innenstadt. Fußgänger können die Brücke zukünftig auf der Ostseite unterqueren und so die Straßenseiten wechseln.